# Klein Rodensleben
Klein Rodensleben is een plaats en voormalige gemeente in de Duitse deelstaat Saksen-Anhalt, en maakt deel uit van de Landkreis Börde.
Klein Rodensleben telt 588 inwoners.

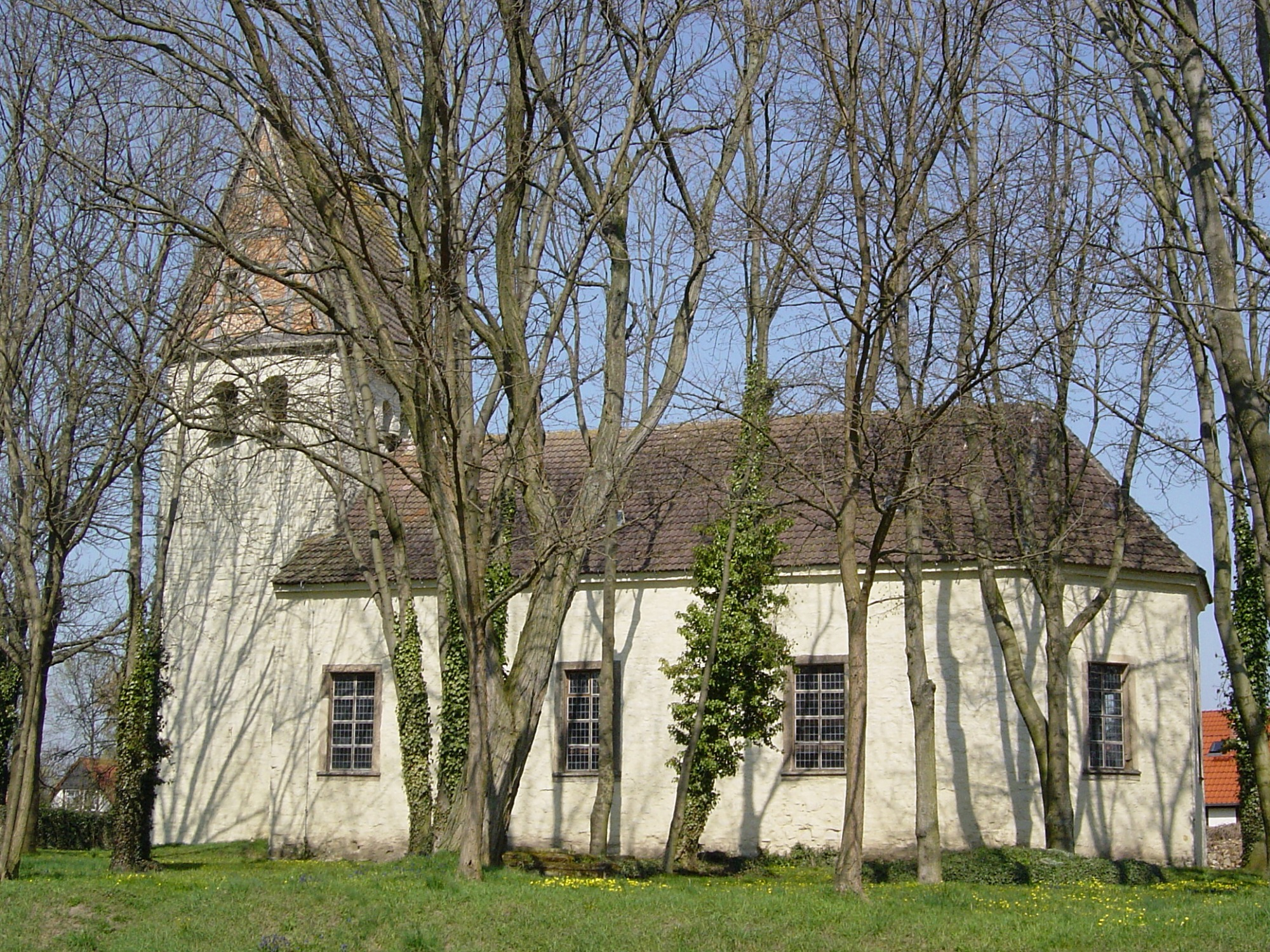
Kerk in Klein Rodensleben